# Marie Miyayama
Marie Miyayama (* 1972 in Tokio) ist eine in Deutschland lebende japanische Filmregisseurin.

## Biographie
Nach dem Schulabschluss studierte sie Filmwissenschaft und Creative Writing an der Waseda-Universität sowie Deutsch am Goethe-Institut in Tokio. 1995 ging sie nach Deutschland, wo sie zuerst Theaterwissenschaft an der Ludwig-Maximilians-Universität München studierte. 1998 wechselte sie an die Hochschule für Fernsehen und Film München, Studiengang Regie Kino- und Fernsehspiel, die sie als erste Japanerin überhaupt aufnahm. Als Editorin ihres eigenen Debütfilms Der Rote Punkt ist sie eine der Preisträger des Förderpreis Deutscher Film bei den Internationalen Hofer Filmtagen 2008. Sie ist als Dozentin und Koordinatorin für die Japanischlehre am Sprachenzentrum der Technischen Universität München tätig.

## Filmographie
- 2001: Maikas Wochenende (Kurzfilm) | Buch und Regie
- 2004: Between Earth and Sky (Dokumentarfilm) | Regie, Drehbuch, Schnitt
- 2008: Der Rote Punkt (Spielfilm) | Regie, Drehbuch, Schnitt